# Hiroshi Nagano
Hiroshi Nagano (長野 博 Nagano Hiroshi?, (9 de octubre de 1972)) es un cantante de pop y actor miembro de V6. Muy conocido por su papel en la famosa serie Tokusatsu Ultraman Tiga como Daigo Madoka el humano que se transforma en Ultraman Tiga.
En 2016 contrajo matrimonio con la actriz Miho Shiraishi, con la que tiene un hijo nacido en mayo de 2018.

## Dramas
- Benkyo Shiteitai! (NHK, 2007)
- 2nd House es Mizawa Koichi (TV Tokyo, 2006)
- Keishicho Sosa Ikka 9 Gakari (SP) (TV Asahi, 2006)
- Gekidan Engimono Atarashii Ikimono (Fuji TV, 2005)
- Nurseman ga Yuku (NTV, 2004, ep3)
- Kimi wa Petto (TBS, 2002)
- Shin Oretachi no Tabi (Fuji TV, 1999)
- Tengoku ni Ichiban Chikai Otoko (TBS, 1999, ep1)
- Ultraman Tiga es Daigo Madoka/Ultraman Tiga (TBS, 1996-1997)
- Handsome Man es Saiki Tobio (TV Asahi, 1996)
- V no Honoo es Nagano (Fuji TV, 1995)
- 3 nen B gumi Kinpachi Sensei 3 es Narise Kouji (TBS, 1988)

## Películas
- Great Decisive Battle! The Super 8 Ultra Brothers es Daigo Madoka/Ultraman Tiga (2008)
- Hold Up Down (2005)
- Hard Luck Hero (2003)
- Disney: Lost City of Alantis (Versión japonesa: actor de voz)
- Ultraman Tiga: The Final Odyssey es Daigo Madoka/Ultraman Tiga (2000)
- Shinsei Toilet no Hanako-san (1998)
- Shoot! - 12 Mar (1994)